# 趙鵬第
趙鵬第（1888年—？）江苏省丹徒县人，原籍铁岭，满洲国官员。趙臣翼之子。

## 生平
趙鵬第生于光绪十四年（1888年），江苏省丹徒县人，原籍铁岭。早年毕业于奉天法律讲习所。历任奉天、营口初级审判庭推事，辽宁省政府秘书长，奉天财政厅厅长。满洲国大同元年（1932年），出任奉天省公署民政厅厅长。
康德元年12月1日至康德4年6月30日，接替葆康担任满洲国第二任民政部次长。